# Mark Hamill

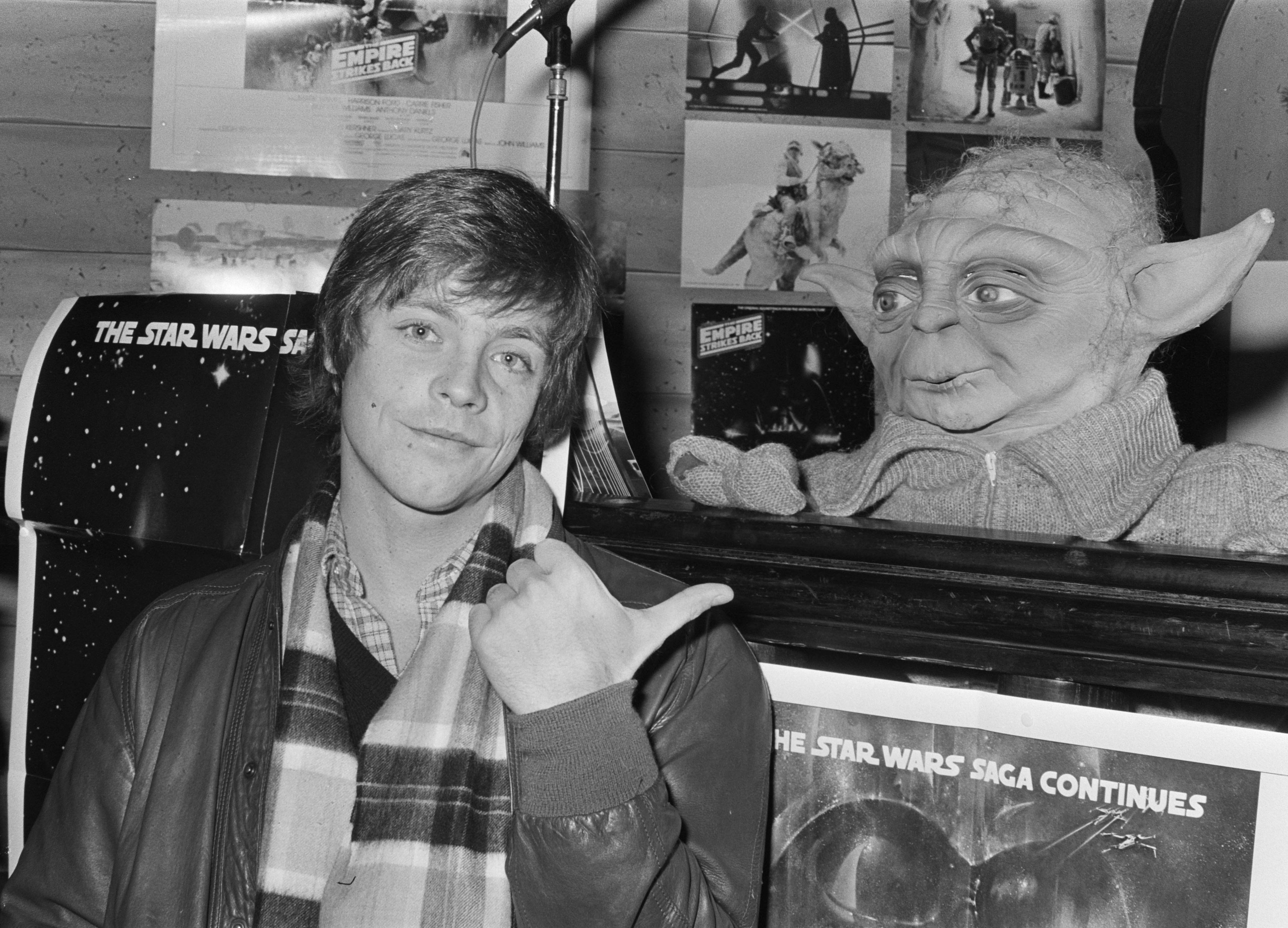
Mark Hamill i Amsterdam (1980).

Mark Richard Hamill, född 25 september 1951 i Oakland, Kalifornien, är en amerikansk skådespelare, känd främst för rollen som Luke Skywalker i Star Wars-filmerna.

## Biografi
Mark Hamill är son till Virginia Suzanne Hamill (född Johnson) och William Thomas Hamill, som var kommendör i amerikanska flottan. Modern var av halvsvensk härkomst. Mark Hamill tog examen vid Los Angeles City College. Han är gift och har tre barn.
Efter framgången med Star Wars fick Hamill svårt att få roller i stora produktioner, vilket kan ha berott hans nära koppling till rollen som Luke Skywalker. Istället bytte han bana och började arbeta allt mer som röstskådespelare. Under 1990-talet och början av 2000-talet har Hamill lånat ut sin röst till Jokern i den tecknade TV-serien Batman: The Animated Series. Hans framgång med dessa framträdanden har lett till att han fått låna ut sin röst till flera andra onda rollfigurerer. Hamill har också medverkat i filmscenerna i datorspelet Wing Commander III och Prophecy, och har vidare medverkat med sin röst i Darksiders till Playstation 3 och Xbox 360. Även rollen som Mike Hawkins i den svenska långfilmen Hamilton kan nämnas. 2018 har Hamill fått en egen stjärna på Hollywood Walk of Fame.

## Filmografi

### Filmer
| År   | Filmtitel                                         | Roll                                              | Noter |
| ---- | ------------------------------------------------- | ------------------------------------------------- | --- |
| 1977 | Wizards                                           | Sean (röst)                                       | |
| 1977 | Stjärnornas krig                                  | Luke Skywalker                                    | Nominerad - Saturn Award for Best Actor |
| 1978 | Corvette Summer                                   | Kenneth W. Dantley Jr.                            | |
| 1978 | Stjärnornas krig och fred                         | Luke Skywalker                                    | |
| 1980 | Rymdimperiet slår tillbaka                        | Luke Skywalker                                    | Saturn Award for Best Actor |
| 1980 | Big Red One - attackdivisionen                    | Pvt. Griff                                        | |
| 1981 | The Night the Lights Went Out in Georgia          | Conrad                                            | |
| 1982 | Brittiska sjukan                                  | Red                                               | |
| 1983 | Jedins återkomst                                  | Luke Skywalker                                    | Saturn Award for Best Actor |
| 1989 | Slipstream                                        | Will Tasker                                       | |
| 1989 | Fall of the Eagles                                | Peter Froehlich                                   | |
| 1990 | Midnight Ride                                     | Justin Mckay                                      | |
| 1991 | The Guyver                                        | Max Reed                                          | |
| 1991 | Black Magic Woman                                 | Brad Travis                                       | |
| 1992 | Sömngångare                                       | Lt. Jennings                                      | Okrediterad cameo |
| 1993 | Time Runner                                       | Michael Raynor                                    | |
| 1993 | Batman möter mörkrets härskare                    | Jokern                                            | Röst |
| 1994 | Silk Degrees                                      | Johnson                                           | |
| 1994 | The Raffle                                        | Bernard Wallace                                   | |
| 1995 | Village of the Damned                             | Reverend George                                   | |
| 1997 | Laserhawk                                         | Bob Sheridan                                      | |
| 1998 | Hamilton                                          | Mike Hawkins                                      | |
| 1998 | Watchers Reborn                                   | Murphy                                            | Direkt till video |
| 1998 | Scooby-Doo på Zombieön                            | Snakebite Scruggs (röst)                          | Direkt till video |
| 1999 | Walking Across Egypt                              | Lamar N. Benfield                                 | |
| 1999 | Wing commander                                    | Merlin (röst)                                     | |
| 1999 | Gen¹³                                             | Threshold (röst)                                  | Direkt till video |
| 2000 | Sinbad: Beyond the Veil of Mists                  | Captain of the Guard (röst)                       | |
| 2000 | Scooby-Doo och inkräktarna från rymden            | Steve (röst)                                      | Direkt till video |
| 2000 | Josef: Drömmarnas Konung                          | Judah (röst)                                      | Direkt till video |
| 2000 | Batman Beyond: Return of the Joker                | The Joker / Jordan Pryce (röst)                   | Direkt till video DVD Exclusive Award for Best Animated Character Performance Nominerad - Annie Award for Voice Acting in a Feature Production                                                     |
| 2001 | Thank You, Good Night                             | Karl                                              | |
| 2001 | Earth Day                                         | Dr. Bob (röst)                                    | Short |
| 2001 | Jay and Silent Bob Strike Back                    | Cocknocker / Sig själv                            | |
| 2002 | Balto - Flykten över det stora vattnet            | Niju (röst)                                       | Direkt till video |
| 2002 | Baxter and Bananas                                | Bananas (röst)                                    | Kortfilm |
| 2003 | Aero-Troopers: The Nemeclous Crusade              | Older Joshua (röst)                               | Direkt till video |
| 2003 | Burl's                                            | Berättaren (röst)                                 | Kortfilm |
| 2003 | Castle in the Sky                                 | Colonel Muska                                     | Engelsk dubbning |
| 2003 | Reeseville                                        | Zeek Oakman                                       | |
| 2004 | Comic Book: The Movie                             | Donald Swan                                       | Direkt till video även regissör och producent Nominerad - DVD Exclusive Award for Best Actor (in a DVD Premiere Movie) Nominerad - DVD Exclusive Award for Best Director (of a DVD Premiere Movie) |
| 2004 | Wolf Tracer's Dinosaur Island                     | Blake (röst)                                      | Kortfilm |
| 2005 | Repetition                                        | Sig själv                                         | |
| 2005 | Batman: New Times                                 | Jokern (röst)                                     | Kortfilm |
| 2005 | Nausicaä från Vindarnas dal                       | Mayor of Pejite                                   | Engelsk dubbning |
| 2005 | Thru the Moebius Strip                            | Simon Weir                                        | Engelsk dubbning |
| 2006 | Queer Duck: The Movie                             | Vendor (röst)                                     | Direkt till video |
| 2006 | Ultimate Avengers 2                               | Dr. Oiler (röst)                                  | Direkt till video |
| 2006 | Choose Your Own Adventure: The Abominable Snowman | Jamling (röst)                                    | Direkt till video |
| 2006 | Robotech: The Shadow Chronicles                   | Commander Darryl Taylor (röst)                    | Direkt till video |
| 2006 | Tom och Jerry - Landkrabbor med morrhår           | Dödskallen (röst)                                 | Direkt till video |
| 2007 | Battle for Terra                                  | Elder Orin (röst)                                 | |
| 2007 | Futurama: Bender's Big Score                      | Chanukah Zombie (röst)                            | Direkt till video |
| 2008 | Quantum Quest: A Cassini Space Odyssey            | Void (röst)                                       | |
| 2009 | Tigger and Pooh and a Musical Too                 | Turtle (röst)                                     | Direkt till video |
| 2009 | Mythic Journeys                                   | The Corpse (röst)                                 | |
| 2010 | Dante's Inferno: An Animated Epic                 | Alighiero (röst)                                  | Direkt till video |
| 2010 | Scooby-Doo! Camp Scare                            | Deacon / Babyface Boretti / Store Owner (rösters) | Direkt till video |
| 2011 | Thelomeris                                        | The Stranger                                      | Även kreativ konsult |
| 2012 | Airborne                                          | Malcolm                                           | |
| 2012 | Back to the Sea                                   | Bunker (röst)                                     | |
| 2012 | Sushi Girl                                        | Crow                                              | |
| 2013 | Virtually Heroes                                  | Monk                                              | |
| 2014 | Kingsman: The Secret Service                      | Professor James Arnold                            | |
| 2015 | Con Man                                           | Robert Minkow                                     | |
| 2015 | Star Wars: The Force Awakens                      | Luke Skywalker                                    | |
| 2016 | Batman: The Killing Joke                          | Jokern (röst)                                     | Direkt till video |
| 2017 | Brigsby Bear                                      | Ted Mitchum                                       | |
| 2017 | Star Wars: The Last Jedi                          | Luke Skywalker                                    | |
| 2019 | Star Wars: The Rise of Skywalker                  | Luke Skywalker                                    | |
| 2024 | The Life of Chuck                                 | Albie Krantz                                      | Postproduktion |
| 2025 | The Long Walk                                     | Borgmästaren                                      | |

### TV
| År           | Titel                                                  | Roll                                                                                 | Noter                                                                                  |
| ------------ | ------------------------------------------------------ | ------------------------------------------------------------------------------------ | -------------------------------------------------------------------------------------- |
| 1970         | The Headmaster                                         | Allen                                                                                | Avsnitt: "The Experiment"                                                              |
| 1970         | The Bill Cosby Show                                    | Henry                                                                                | Avsnitt: "The Poet"                                                                    |
| 1971         | The Partridge Family                                   | Jerry                                                                                | Avsnitt: "Old Scrapmouth"                                                              |
| 1971         | Cannon                                                 | Farm Boy                                                                             | Avsnitt: "Country Blues"                                                               |
| 1972         | Night Gallery                                          | Francis                                                                              | Avsnitt: "There Aren't Any More MacBanes"                                              |
| 1972         | The F.B.I.                                             | Michael Nabors                                                                       | Avsnitt: "The Corruptor"                                                               |
| 1972–1973    | General Hospital                                       | Kent Murray                                                                          | Series regular                                                                         |
| 1972–1973    | Owen Marshall: Counselor at Law                        | Pete Hamilton / Steven Knight                                                        | 2 avsnitt                                                                              |
| 1973–1974    | The New Scooby-Doo Movies                              | Announcer / Corey Anders / Windmaker #2 (röster)                                     | 3 avsnitt                                                                              |
| 1973         | The Magician                                           | Ian Keefer                                                                           | avsnitt: "Lightning on a Dry Day"                                                      |
| 1973         | Room 222                                               | Matt                                                                                 | 3 avsnitt                                                                              |
| 1973         | Jeannie                                                | Corey Anders (röst)                                                                  | Återkommande roll                                                                      |
| 1974         | Insight                                                | Steve                                                                                | Avsnitt: "When You See Arcturus"                                                       |
| 1974         | The Manhunter                                          | Mark                                                                                 | Avsnitt: "The Lodester Ambush"                                                         |
| 1974–1975    | The Texas Wheelers                                     | Doobie Wheeler                                                                       | 8 avsnitt                                                                              |
| 1975         | Bronk                                                  | Kevin Bossick                                                                        | Avsnitt: "Line of Fire"                                                                |
| 1975         | Eric                                                   | Paul Swensen                                                                         | TV-film                                                                                |
| 1975–1977    | San Francisco                                          | Andy Turner / Billy Wilson                                                           | 2 avsnitt                                                                              |
| 1975         | Petrocelli                                             | David Mitchell / Dennis Wylie                                                        | 2 avsnitt                                                                              |
| 1975         | Sarah T. - Portrait of a Teenage Alcoholic             | Ken Newkirk                                                                          | TV-film                                                                                |
| 1975         | Delancey Street: The Crisis Within                     | Philip Donaldson                                                                     | TV-film                                                                                |
| 1976         | Medical Center                                         | Danny                                                                                | Avsnitt: "You Can't Annul My Baby"                                                     |
| 1976         | Mallory: Circumstantial Evidence                       | Joe Celi                                                                             | TV-film                                                                                |
| 1976         | One Day at a Time                                      | Harvey Schneider                                                                     | Avsnitt: "Schneider's Pride and Joy"                                                   |
| 1977         | The City                                               | Eugene Banks                                                                         | TV-film                                                                                |
| 1977         | Eight Is Enough                                        | David Bradford                                                                       | Avsnitt: "Never Try Eating Nectarines Since Juice May Dispense"                        |
| 1978         | Star Wars Holiday Special                              | Luke Skywalker                                                                       | TV-film                                                                                |
| 1980         | Mupparna                                               | Sig själv/Luke Skywalker                                                             | Gäst                                                                                   |
| 1981         | The Great Space Coaster                                | Sig själv                                                                            | Gäst                                                                                   |
| 1986         | Amazing Stories                                        | Jonathan                                                                             | Avsnitt: "Gather Ye Acorns"                                                            |
| 1987         | The New Alfred Hitchcock Presents                      | Danny Carlyle                                                                        | Avsnitt: "Man on the Edge"                                                             |
| 1989         | Hooperman                                              | Producent                                                                            | Avsnitt: "Intolerance"                                                                 |
| 1991         | Earth Angel                                            | Wayne Stein                                                                          | TV-film                                                                                |
| 1991         | The Flash                                              | The Trickster                                                                        | 2 avsnitt                                                                              |
| 1991         | The Legend of Prince Valiant                           | King Weldon (röst)                                                                   | Avsnitt: "Peace on Earth"                                                              |
| 1992–1994    | Batman: The Animated Series                            | The Joker / olika röstroller                                                         | Återkommande roll Nominerad - Annie Award for Best Achievement for Voice Acting        |
| 1993         | Den lilla sjöjungfrun                                  | Zeus / Hans Christian Andersen (röster)                                              | 2 avsnitt                                                                              |
| 1993         | Hollyrock-a-Bye Baby                                   | Slick (röst)                                                                         | TV-film                                                                                |
| 1993         | Red Planet                                             | James Marlowe Sr. (röster)                                                           | Miniserie                                                                              |
| 1993–1994    | SWAT Kats: The Radical Squadron                        | Red Lynx / Burke / Jonny K. (röster)                                                 | Återkommande roll                                                                      |
| 1993         | Biker Mice from Mars                                   | L'Ectromag (röst)                                                                    | Avsnitt: "The Reeking Reign of the Head Cheese: Part 2"                                |
| 1993         | Body Bags                                              | Brent Matthews                                                                       | TV-film; Segment: "Eye"                                                                |
| 1993         | Une image de trop                                      | Josh Payton                                                                          | TV-film                                                                                |
| 1994         | Bonkers                                                | Olika röstroller                                                                     | Avsnitt: "A Fine Kettle of Toons"                                                      |
| 1994         | Mord, mina herrar                                      | Simon the Sorcerer                                                                   | Avsnitt: "Who Killed Alexander the Great?"                                             |
| 1994–1995    | Phantom 2040                                           | Dr. Jak (röst)                                                                       | Återkommande roll                                                                      |
| 1994         | Katten Gustaf                                          | Mesmer / Curdman (röst)                                                              | Avsnitt: "Clash of Titans"                                                             |
| 1995         | seaQuest DSV                                           | Tobias LeConte                                                                       | 2 avsnitt                                                                              |
| 1995–1998    | Spider-Man                                             | Hobgoblin (röst)                                                                     | 8 avsnitt                                                                              |
| 1995         | Freakazoid!                                            | Som sig själv (röst)                                                                 | Avsnitt: "Lawn Gnomes Chapter IV: Fun in the Sun"                                      |
| 1995–1996    | Fantastic Four                                         | Maximus / Triton / Sentry 213 (röster)                                               | 2 avsnitt                                                                              |
| 1995         | Ren & Stimpy                                           | Mr. Noggin (röst)                                                                    | avsnitt: "Bellhops"                                                                    |
| 1995         | Mina and the Count                                     | The Count (röst)                                                                     | Återkommande roll                                                                      |
| 1996         | The Outer Limits                                       | Dr. Sam Stein                                                                        | Avsnitt: "Mind Over Matter"                                                            |
| 1996         | Space Cases                                            | Ferna Herna                                                                          | Avsnitt: "A Day in the Life"                                                           |
| 1996–1997    | The Real Adventures of Jonny Quest                     | General Vostok / Eldoradoan (röst)                                                   | 3 avsnitt                                                                              |
| 1996         | Adventures from the Book of Virtues                    | Theseus / Mouse / Soldier (röst)                                                     | Avsnitt: "Courage"                                                                     |
| 1996–1997    | The Incredible Hulk                                    | Gargoyle (röst)                                                                      | Återkommande roll                                                                      |
| 1996         | Wing Commander Academy                                 | Christopher 'Maverick' Blair (röst)                                                  | Återkommande roll                                                                      |
| 1996         | The Tick                                               | Julius Pendecker (röst)                                                              | Avsnitt: "Devil in Diapers"                                                            |
| 1996         | The Spooktacular New Adventures of Casper              | Olika röstroller                                                                     | Avsnitt: "The Fright Before Christmas"                                                 |
| 1996         | Hey Arnold!                                            | Homeless Man / Police Officer (röst)                                                 | Avsnitt: "Das Subway"                                                                  |
| 1996–1997    | Bruno the Kid                                          | Harris (röst)                                                                        | Återkommande roll                                                                      |
| 1997         | Tredje klotet från solen                               | Sig själv                                                                            | Avsnitt: "Fifteen Minutes of Dick"                                                     |
| 1997         | Johnny Bravo                                           | Sig själv / Olika röstroller                                                         | 6 avsnitt                                                                              |
| 1997–1999    | The New Batman Adventures                              | The Joker (röst)                                                                     | 6 avsnitt                                                                              |
| 1997         | Pinky och Hjärnan                                      | Jimmy Joe Jr. (röst)                                                                 | Avsnitt: "Brain Acres"                                                                 |
| 1997         | Stålmannen                                             | The Joker (röst)                                                                     | 3 avsnitt                                                                              |
| 1997         | Space Ghost Coast to Coast                             | Sig själv                                                                            | Gästroll                                                                               |
| 1998         | Cow and Chicken                                        | Vet / Weenie Dog (röst)                                                              | Avsnitt: "The Karate Chick"                                                            |
| 1998         | I Am Weasel                                            | Yellow Haired Guest (röst)                                                           | Avsnitt: "The Hole"                                                                    |
| 1998–2000    | Pepper Ann                                             | Sig själv / olika röstroller                                                         | 4 avsnitt                                                                              |
| 1998         | Simpsons                                               | Sig själv / Leavelle (röst)                                                          | Avsnitt: "Mayored to the Mob"                                                          |
| 1999–2002    | The New Woody Woodpecker Show                          | Buzz Buzzard / Tweakey da Lackey the Hawk / Badger (röst)                            | Återkommande roll                                                                      |
| 1999         | The Powerpuff Girls                                    | Cat / Olika röstroller                                                               | 2 avsnitt                                                                              |
| 1999         | The Night of the Headless Horseman                     | Van Ripper (röst)                                                                    | TV-film                                                                                |
| 2000         | Son of the Beach                                       | The Divine Rod                                                                       | 3 avsnitt                                                                              |
| 2000         | Batman Beyond                                          | Carter (röst)                                                                        | Avsnitt: "Out of the Past"                                                             |
| 2000         | Buzz Lightyear of Star Command                         | Flint (röst)                                                                         | Avsnitt: "Planet of the Lost"                                                          |
| 2001         | The Oblongs                                            | Mr. Phugly (röst)                                                                    | Avsnitt: "Milo Interrupted"                                                            |
| 2001         | Time Squad                                             | Larry 3000 (röst)                                                                    | Series regular                                                                         |
| 2001         | Samurai Jack                                           | Guiness (röst)                                                                       | Avsnitt: "Jack Under the Sea"                                                          |
| 2001         | V.I.P.                                                 | Ned Irons                                                                            | Avsnitt: "The Uncle from V.A.L."                                                       |
| 2002         | Static Shock                                           | The Joker (röst)                                                                     | Avsnitt: "The Big Leagues"                                                             |
| 2002         | Rocket Power                                           | Ralph Sr. (röst)                                                                     | Avsnitt: "Home Sweet Home"                                                             |
| 2002–2003    | Justice League                                         | The Joker / Solomon Grundy (röst)                                                    | 9 avsnitt                                                                              |
| 2002         | Totally Spies                                          | Principal John Smith (röst)                                                          | Avsnitt: "Soul Collector"                                                              |
| 2002         | Dexters laboratorium                                   | Magic Uncle Fergel O'Reilly (röst)                                                   | Avsnitt: "The Magic Moment"                                                            |
| 2002         | Grim & Evil                                            | Olika röstroller                                                                     | 2 avsnitt                                                                              |
| 2002         | Gothams änglar                                         | The Joker (röst)                                                                     | Avsnitt: "Premiere"                                                                    |
| 2002–2003    | What's New, Scooby-Doo?                                | Tommy's Father / Barge Captain (röst)                                                | 2 avsnitt                                                                              |
| 2002–2008    | Kodnamn Grannungarna                                   | Captain Stickybeard (röst)                                                           | 9 avsnitt                                                                              |
| 2002         | Rapsittie Street Kids: Believe in Santa                | Eric (röst)                                                                          | TV-film                                                                                |
| 2003         | Stuart Little: The Animated Series                     | Falcon (röst)                                                                        | Avsnitt: "A Little Bit Country"                                                        |
| 2003         | Clifford, den stora röda hunden                        | Oscar Owens (röst)                                                                   | Avsnitt: "Guess Who's Coming to Birdwell"                                              |
| 2003         | Stripperella                                           | Dr. Cesarian / Narisec Rotcod (röst)                                                 | 2 avsnitt                                                                              |
| 2003         | Nature                                                 | Berättaren                                                                           | Avsnitt: "Hippo Beach"                                                                 |
| 2003         | Family Guy                                             | Luke Skywalker (röst)                                                                | Avsnitt: "When You Wish Upon a Weinstein"                                              |
| 2003–2005    | The Wrong Coast                                        | Jameson Burkwright (röst)                                                            | Återkommande roll                                                                      |
| 2004–2006    | Super Robot Monkey Team Hyperforce Go!                 | Skeleton King (röst)                                                                 | Återkommande roll                                                                      |
| 2005–2012    | Robot Chicken                                          | Sig själv / Luke Skywalker / The Joker / olika röstroller                            | 7 avsnitt                                                                              |
| 2005–2008    | Avatar: The Last Airbender                             | Fire Lord Ozai (röst)                                                                | Återkommande roll                                                                      |
| 2005         | Harvey Birdman, Attorney at Law                        | Ricochet Rabbit (röst)                                                               | Avsnitt: "X Gets the Crest"                                                            |
| 2005–2006    | Danger Rangers                                         | Burt (röst)                                                                          | Återkommande roll                                                                      |
| 2005         | IGPX: Immortal Grand Prix                              | Yamma                                                                                | Avsnitt: "Time to Shine"                                                               |
| 2006         | Justice League Unlimited                               | The Trickster (röst)                                                                 | Avsnitt: "Flash and Substance"                                                         |
| 2006–present | Metalocalypse                                          | Senator Stampingston / Mr. Selacia / Jean-Pierra / Olika röstroller                  | Återkommande roll                                                                      |
| 2006         | Biker Mice from Mars                                   | Pierre Fluffbottom (röst)                                                            | Avsnitt: "Rumpity-Dumpster"                                                            |
| 2006         | The Batman                                             | Tony Zucco (röst)                                                                    | Avsnitt: "A Matter of Family"                                                          |
| 2006         | Loonatics Unleashed                                    | Adolpho (röst)                                                                       | Avsnitt: "A Creep in the Deep"                                                         |
| 2006         | Operation: Z.E.R.O                                     | Captain Stickybeard (röst)                                                           | TV-film                                                                                |
| 2006         | Danne Fantom                                           | Undergrowth (röst)                                                                   | Avsnitt: "Urban Jungle"                                                                |
| 2007         | Svampbob Fyrkant                                       | Moth (röst)                                                                          | Avsnitt: "Night Light"                                                                 |
| 2007–2008    | My Friends Tigger & Pooh                               | Turtle (röst)                                                                        | 4 avsnitt                                                                              |
| 2007         | Robot Chicken: Star Wars                               | Luke Skywalker (röst)                                                                | TV-special                                                                             |
| 2008–2009    | Tasty Time With ZeFronk                                | Dom (röst)                                                                           | Återkommande roll                                                                      |
| 2008         | Rick & Steve: The Happiest Gay Couple in All the World | Saul (röst)                                                                          | Avsnitt: "Gravity and the Great Attractor"                                             |
| 2009         | Afro Samurai: Resurrection                             | Bin / Oden Shop Master                                                               | Engelsk dubbning, TV-film                                                              |
| 2010         | Zevo-3                                                 | Stankfoot (röst)                                                                     | Återkommande roll                                                                      |
| 2010–2011    | The Super Hero Squad Show                              | Red Skull / Chthon (röst)                                                            | 3 avsnitt                                                                              |
| 2010         | Batman: The Brave and the Bold                         | Spectre (röst)                                                                       | 2 avsnitt                                                                              |
| 2010         | Äventyrsdags                                           | Evil Guy / Fear Feaster /olika röstroller                                            | 2 avsnitt                                                                              |
| 2010         | The Boondocks                                          | Grant (röst)                                                                         | Avsnitt: "Mr. Medicinal"                                                               |
| 2010–present | Regular Show                                           | Skips (röst)                                                                         | SÅterkommande roll Nominerad - Annie Award for Voice Acting in a Television Production |
| 2010–2011    | Generator Rex                                          | Quarry (röst)                                                                        | 3 avsnitt                                                                              |
| 2010         | The Avengers: världens mäktigaste hjältar              | Klaw (röst)                                                                          | 2 avsnitt                                                                              |
| 2010–2012    | Hero Factory                                           | Von Nebula / Von Ness / Black Phantom (röst)                                         | Återkommande roll                                                                      |
| 2011         | Dan vs.                                                | Dr. Pullum / Mall Santa (röst)                                                       | 2 avsnitt                                                                              |
| 2011         | The Problem Solverz                                    | Buddy Huxton / Bad Cat (röst)                                                        | 2 avsnitt                                                                              |
| 2011         | The Cleveland Show                                     | Security Officer (röst)                                                              | Avsnitt: "Hot Cocoa Bang Bang"                                                         |
| 2011         | Chuck                                                  | Jean-Claude                                                                          | Avsnitt: "Chuck Versus the Zoom"                                                       |
| 2011         | NTSF:SD:SUV::                                          | Lundgren the Evil Dolphin (röst)                                                     | Avsnitt: "Dolphinnegan's Wake"                                                         |
| 2012         | Secret Mountain Fort Awesome                           | Frankenstein (röst)                                                                  | Avsnitt: "Secret Mountain Uncle Grandpa"                                               |
| 2012         | Scooby Doo! Mysteriegänget                             | Crybaby Clown (röst)                                                                 | 2 avsnitt                                                                              |
| 2012–2013    | Motorcity                                              | Abraham Kane (röst)                                                                  | Återkommande roll                                                                      |
| 2012         | Ultimate Spider-Man                                    | Nightmare (röst)                                                                     | Avsnitt: "Strange"                                                                     |
| 2012–idag    | Dragons: Riders of Berk                                | Alvin the Treacherous (röst)                                                         | 14 avsnitt                                                                             |
| 2013         | The Neighbors                                          | Commandant Bill                                                                      | Avsnitt: "It Has Begun..."                                                             |
| 2013         | Criminal Minds                                         | John Curtis/"The Replicator"                                                         | 2 avsnitt                                                                              |
| 2013         | Brickleberry                                           | Bosco (röst)                                                                         | Avsnitt: "Crippleberry"                                                                |
| 2013         | Metalocalypse: The Doomstar Requiem                    | Mr. Salacia / Senator Stampingston (röst)                                            | TV-film                                                                                |
| 2013–idag    | Uncle Grandpa                                          | Frankenstein (röst)                                                                  | Återkommande roll                                                                      |
| 2013         | Turbo FAST                                             | Breakneck / Warlarva (röst)                                                          | Återkommande roll                                                                      |
| 2014         | Hulk och agenterna K.R.O.S.S.A.                        | Cletus Kasady/Carnage (röst)                                                         | Avsnitt: "Total Carnage"                                                               |
| 2014         | Star Wars: The Clone Wars                              | Darth Bane (röst)                                                                    | Avsnitt: "Sacrifice"                                                                   |
| 2014         | My Little Pony: Friendship is Magic                    | Hexxar (röst)                                                                        | Avsnitt: "Finding Ryan" pt. 1 and 2                                                    |
| 2014         | Ben 10: Omniverse                                      | Maltruant (röst)                                                                     | 4 avsnitt                                                                              |
| 2014–16      | Jake and the Never Land Pirates                        | ShiverJack                                                                           | 4 avsnitt                                                                              |
| 2015–nutid   | Miles from Tomorrowland                                | Gadfly Garnett (röst)                                                                | 9 avsnitt                                                                              |
| 2015–16      | The Flash                                              | James Jesse / The Trickster                                                          | 3 avsnitt                                                                              |
| 2016         | Uncle Grandpa                                          | Joss Bossman (röst)                                                                  | Avsnitt: "The Return of Aunt Grandma"                                                  |
| 2016         | Man Down                                               | Bob                                                                                  | Avsnitt: "The Party"                                                                   |
| 2016         | Kulipari: An Army of Frogs                             | Old Jir / Ponto (röst)                                                               | 13 avsnitt                                                                             |
| 2016–nutid   | Justice League Action                                  | Jokern / Sig själv / Alec Holland / Swamp Thing / James Jesse / The Trickster (röst) | 3 avsnitt                                                                              |
| 2017         | Teenage Mutant Ninja Turtles                           | Kavaxas (röst)                                                                       | 4 avsnitt                                                                              |
| 2017         | Milo Murphy's Law                                      | Mr. Block (röst)                                                                     | 3 avsnitt                                                                              |
| 2017         | Mystery Science Theater 3000                           | P.T. Mindslap                                                                        | Avsnitt: "Carnival Magic"                                                              |
| 2017         | Avengers Assemble                                      | Arnim Zola (röst)                                                                    | Avsnitt: "Avengers No More"                                                            |
| 2017         | Penn Zero: Part-Time Hero                              | Adam Tom-Kat Badawy (röst)                                                           | Avsnitt: "At the End of the Worlds"                                                    |
| 2017         | The Simpsons                                           | Djävulen (röst)                                                                      | Avsnitt: "Treehouse of Horror XXVIII"                                                  |
| 2018         | The Big Bang Theory                                    | Sig själv                                                                            | Avsnitt: "The Bow Tie Asymmetry "                                                      |

### Datorspel
| År   | Titel                                          | Roll                                 | Noter |
| ---- | ---------------------------------------------- | ------------------------------------ | --- |
| 1993 | Gabriel Knight: Sins of the Fathers            | Detective Mosely and the Jeep Driver | |
| 1994 | Wing Commander III: Heart of the Tiger         | Colonel Christopher Blair            | |
| 1994 | The Adventures of Batman and Robin             | The Joker                            | Endast Mega-CD-version                                                                                       |
| 1995 | Full Throttle                                  | Adrian Ripburger                     | |
| 1996 | Wing Commander IV: The Price of Freedom        | Colonel Christopher Blair            | |
| 1997 | Wing Commander: Prophecy                       | Commodore Christopher Blair          | |
| 1999 | Starsiege                                      | Harabec                              | |
| 2001 | Crash Bandicoot: The Wrath of Cortex           | Py-Ro                                | |
| 2001 | Batman: Vengeance                              | The Joker                            | |
| 2002 | Soldier of Fortune II: Double Helix            | Assistant Director Wilson            | |
| 2002 | The Scorpion King: Rise of the Akkadian        | Apep                                 | |
| 2002 | Grandia Xtreme                                 | Col. Kroitz                          | Engelsk dubbning                                                                                             |
| 2002 | Dark Chronicle                                 | Emperor Griffon                      | Engelsk dubbning                                                                                             |
| 2003 | X2: Wolverine's Revenge                        | Wolverine                            | |
| 2005 | Call of Duty 2: Big Red One                    | Berättare                            | |
| 2005 | Yakuza                                         | Majima                               | Engelsk dubbning                                                                                             |
| 2008 | The Legend of Spyro: Dawn of the Dragon        | Malefor, The Dark Master             | |
| 2008 | Crash: Mind over Mutant                        | Znu                                  | |
| 2008 | Avatar: The Last Airbender – Into the Inferno  | Fire Lord Ozai                       | |
| 2009 | Fusionfall                                     | Stickybeard                          | |
| 2009 | Batman: Arkham Asylum                          | The Joker                            | Interactive Achievement Award for Outstanding Achievement in Character Performance                           |
| 2010 | Darksiders                                     | The Watcher                          | |
| 2010 | Kingdom Hearts Birth by Sleep                  | Master Eraqus                        | |
| 2011 | Marvel Super Hero Squad: The Infinity Gauntlet | Red Skull                            | |
| 2011 | DC Universe Online                             | The Joker                            | |
| 2011 | Batman: Arkham City                            | The Joker                            | BAFTA Game Award for Best Performer Nominerad - Spike Video Game Awards for Best Performance by a Human Male |
| 2011 | Batman: Arkham City Lockdown                   | The Joker                            | |
| 2014 | Kingdom Hearts HD 2.5 Remix                    | Master Eraqus                        | Arkivbilder                                                                                                  |
| 2015 | Batman: Arkham Knight                          | The Joker                            | |
| 2016 | Master of Orion: Conquer the Stars             | Alkari Emperor                       | |
| 2018 | Squadron 42                                    | Lt. Cdr. Steve 'Old Man' Colton      | |

## Teater

### Roller
| År   | Roll                    | Produktion                                                       | Regi                   | Teater                              |
| ---- | ----------------------- | ---------------------------------------------------------------- | ---------------------- | ----------------------------------- |
| 1981 | John Merrick            | The Elephant Man Bernard Pomerance                               | Jack Hofsiss           | Booth Theatre, New York, USA        |
| 1983 | Wolfgang Amadeus Mozart | Amadeus Peter Shaffer                                            | Peter Hall             | Broadhurst Theatre, New York, USA   |
| 1985 | Tony Hart               | Harrigan 'n Hart Michael Stewart, Max Showalter och Peter Walker | Joe Layton             | Longacre Theatre, New York, USA     |
| 1986 | Gordon Miller           | Room Service Allen Boretz och John Murray                        | Alan Arkin             | Union Square Theatre, New York, USA |
| 1987 | Willum Cubbert          | The Nerd Larry Shue                                              | Charles Nelson Reilly  | Helen Hayes Theatre, New York, USA  |
| 2003 | Michael Minetti         | Six Dance Lessons in Six Weeks Richard Alfieri                   | Arthur Allan Seidelman | Belasco Theatre, New York, USA      |